# Tunelul Schmücke
Tunelul Schmücke, (denumit oficial în germană Tunnel Schmücke), este un tunel rutier din Turingia având două tuburi. În raport cu axa traseului, are o lungime medie de 1725 m. Ca parte din Autostrada A71, între nodurile Heldrungen și Kölleda, traversează pe sub creasta Schmücke.
Construcția a început în 2005 și pe 12 decembrie 2008 structura a fost deschisă circulației după o fază de testare. Sponsorul tunelului a fost Katharina Althaus, soția prim-ministrului din Turingia de atunci, Dieter Althaus. Costul total al tunelului a fost de 85 de milioane de euro.

## Detalii constructive
Tubul de vest are o lungime de 1729 m, iar tubul de est de 1721 m. Acoperirea maximă a tunelului este de 65 m. Fiecare tub are o înălțime de degajare de 4,5 m și o lățime de degajare de 9,5 m. În fiecare tub calea de rulare este împărțită în două benzi de 3,5 m lățime, benzi de margine de 0,25 m și trotuare de evacuare pe ambele părți, de 1,0 m lățime. În fiecare tub există două refugii de avarie la o distanță de 575 m între ele. Tuburile sunt legate între ele prin tuneluri de legătură circulabile. Există, de asemenea, trei galerii transversale suplimentare la o distanță de 575 m. Tuburile sunt ventilate longitudinal prin ventilatoare cu impuls.
Tunelul a fost escavat pe o suprafață în secțiune transversală de 105 până la 147 m² prin explozie sau forare mecanică. Căptușeala este executată din beton torcretat, în secțiune transversală subdivizată în calotă, stros și radier, conform noii metode austriece de construcție a tunelurilor. Forarea la ambele tuburi s-a executat concomitent, începând de la ambele portaluri atât cel nordic cât și cel sudic. S-au excavat în total 375.000 m³ de material.

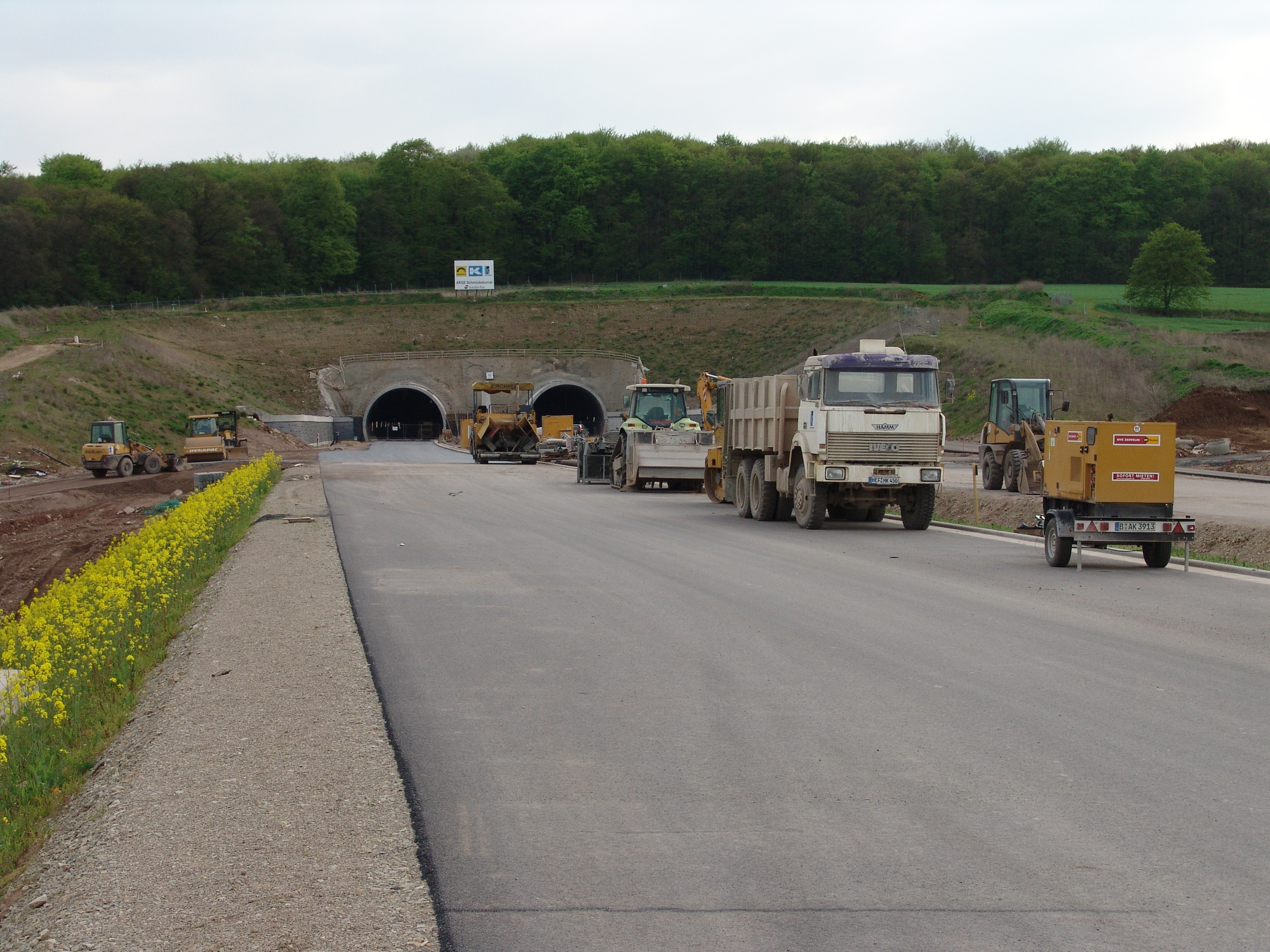
Lucrări la potalul de nord al tunelului Schmücke (2007)
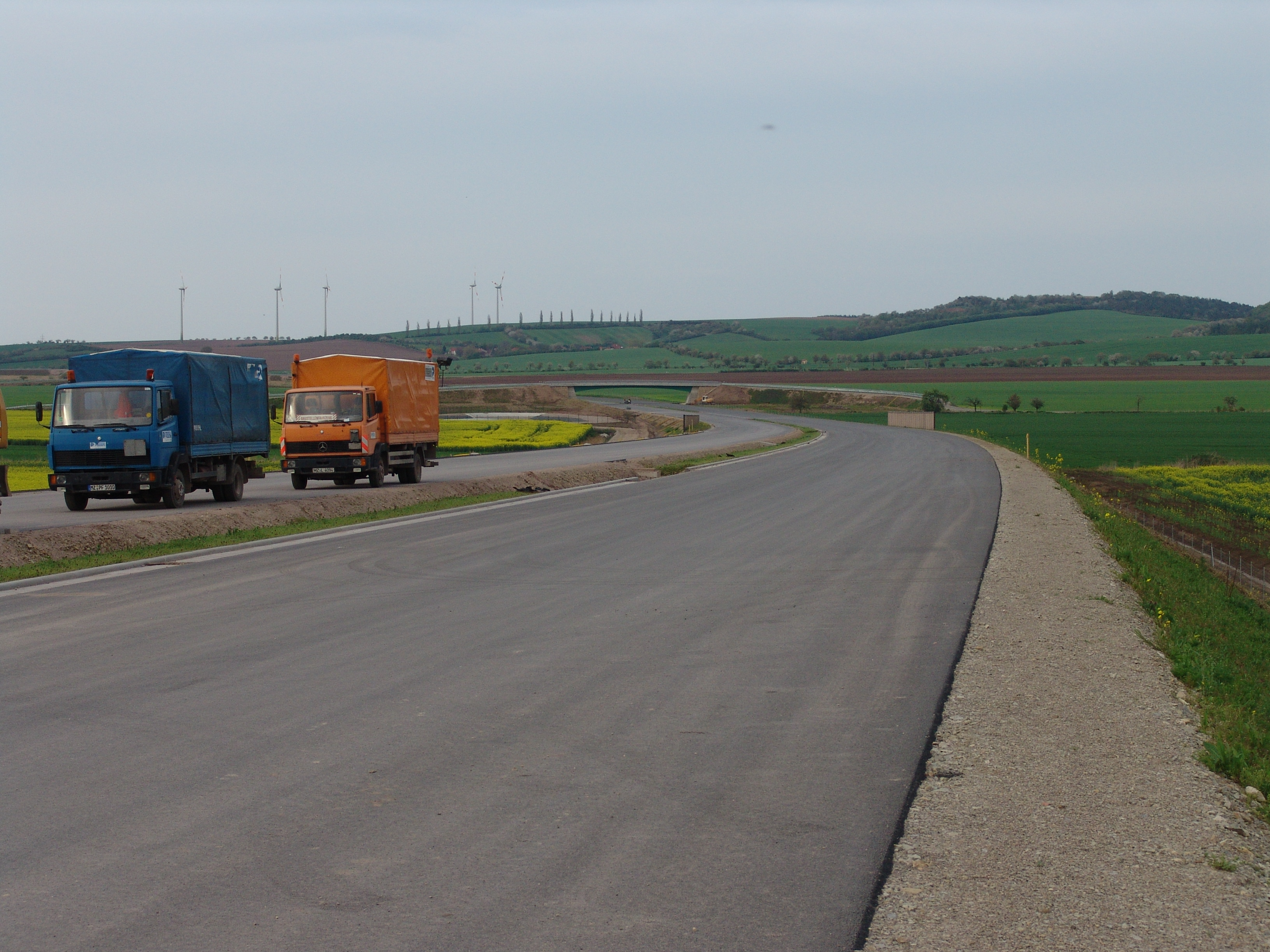
Vedere pe A71 din Schmücketunnel în direcția nord (2007)

## Particularitate
Este primul tunel din Germania care este complet iluminat cu LED-uri albe.